# Диверсант 3: Крым
«Диверса́нт. Крым» — российский телесериал 2020 года, являющийся интерквелом, действие которого разворачивается между событиями сериалов «Диверсант» (2004), «Диверсант. Конец войны» (2007) и «Диверсант. Идеальный штурм» (2022), основанных на романе Анатолия Азольского «Диверсант». Выход проекта приурочен к «Году памяти и славы» в России в 2020 году и в честь 75-летия победы в Великой Отечественной войне.
Премьера состоялась 9 мая 2020 года в 17:20 на «Первом канале».

## Сюжет
Июль 1942 года. Алексей Бобриков и Леонид Филатов получают приказ о ликвидации попавшего в плен капитана 1-го ранга Ивана Александрова, виновного в сдаче одного из ключевых рубежей обороны Севастополя. Диверсанты отправляются на задание вдвоем. Установив связь с партизанским отрядом, Алексей и Леонид выдвигаются в город. Первая попытка выполнить приказ оканчивается неудачей: при покушении Александров ранен и госпитализирован в тщательно охраняемый немецкий военный санаторий. После второй попытки захватить Александрова Бобриков и Филатов оказываются в немецком плену…

## В ролях
- Алексей Бардуков — старший лейтенант Леонид Михайлович Филатов
- Кирилл Плетнёв — старший лейтенант Алексей Петрович Бобриков
- Александр Обласов — партизан Семён Король
- Эльдар Калимулин — партизан-предатель Вадим Луховицкий
- Дарья Жовнер — помощница начальника немецкого порта, связной Маргарита
- Ангелина Стречина — Лиза Шмидт
- Дирк Мартенс — Шеффер
- Артём Алексеев — немецкий диверсант обер-лейтенант Ганс Герхард Банзен
- Сергей Колтаков — капитан 1-го ранга Иван Андреевич Александров
- Джошуа Гротхе — Вильке
- Марина Вейс — фрау Грета Альтман
- Дарья Румянцева — фельдшер Лидия
- Кристиан Мокк — Мартин фон Биссинг
- Софья Кускова — радистка Зоя
- Александр Бухаров — Константин Павлович Лажечников
- Адриан Цвикер — Юнгханс
- Юрий Уткин — доктор Краузе
- Андрей Фомин — комиссар Седых
- Дмитрий Иосифов — представитель штаба ВМФ

## Производство
- Съёмки стартовали спустя 12 лет после премьеры сериала «Диверсант. Конец войны»
- Съёмки прошли в ноябре-декабре 2019 года в Крыму и Севастополе[4][5].
- Во всех массовых сценах сериала были ежедневно задействованы более 50 военнослужащих севастопольского моторизованного полка Росгвардии[6].
- До съемок сериала не дожил исполнитель роли Григория Ивановича Калтыгина Владислав Галкин, который скоропостижно скончался 25 февраля 2010 года от острой сердечной недостаточности.

## Описание серий
| № серии | Премьера   | Описание серии |
| ------- | ---------- | --- |
| 1       | 09.05.2020 | Июль 1942 года. Алексей Бобриков и Леонид Филатов получают приказ о ликвидации попавшего в плен капитана 1-го ранга Ивана Александрова. Однако первая попытка выполнить приказ оканчивается неудачей: при покушении Александров ранен и госпитализирован в тщательно охраняемый немецкий военный санаторий. |
| 2       | 09.05.2020 | Бобриков устанавливает контакт со связной Маргаритой, которая работает в немецком порту. Она помогает диверсантам попасть на территорию строго охраняемого объекта, где немцы прячут Александрова. Проникнув в военный санаторий под видом раненых офицеров вермахта, Бобриков и Филатов попадают в немецкий плен. |
| 3       | 09.05.2020 | Во время допроса Бобриков начинает вести двойную игру, убеждая немцев проверить один из схронов в лесу. После обнаружения тайника и последовавшего за ним взрыва, Бобрикову и Филатову удаётся сбежать. Получив от перебежчика секретную информацию о советском танкере, который под покровом ночи должен эвакуировать раненых в Тамань, немцы решают использовать судно в качестве «троянского коня»: захватив рацию, они дезинформируют Центр, и вместо получивших ранения партизан на корабль проникают переодетые бойцы немецкого батальона «Бранденбург». Их «пропуском» становится капитан Александров. |
| 4       | 09.05.2020 | Маргарита снабжает диверсантов информацией о новом местонахождении Александрова. Проникнув на корабль, Бобриков и Филатов, наконец, захватывают капитана. Леонид и Алексей принимают решение потопить танкер: они пробираются в рубку и принимают удары советской авиации на себя. Диверсантам предстоит вступить в неравный бой с превосходящими силами батальона «Бранденбург». |